# Ashtamangala

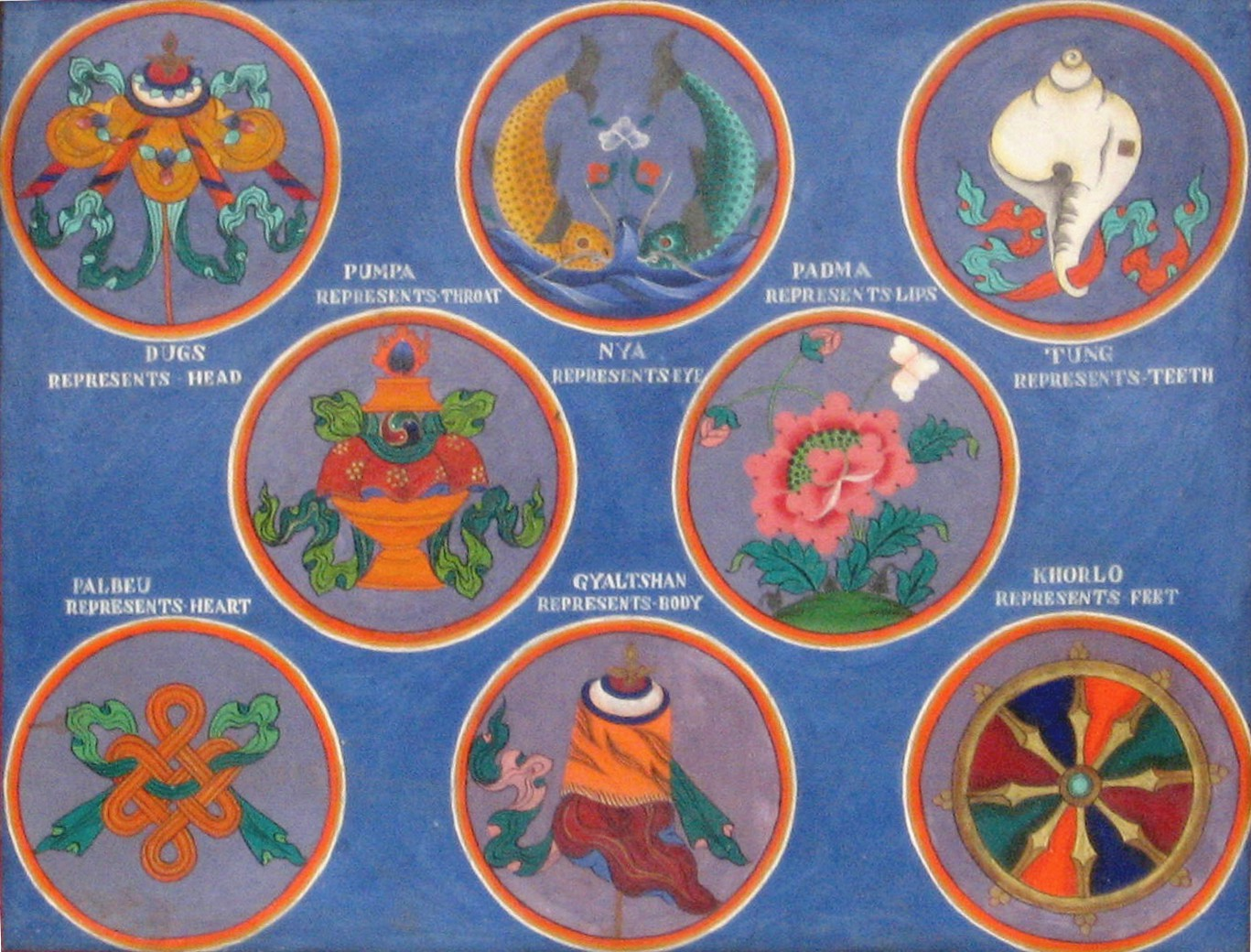
Ashtamangala, die acht Glückssymbole des Buddhismus:
(Erste Zeile, l→r): Ehrenschirm, Goldfischpaar, Schneckenhorn
(Zweite Zeile), Schatzvase, Lotos
(Letzte Zeile) Ewiger Knoten, Siegesbanner und Rad. Leh, India.

Ashtamangala (Sanskrit अष्टमंगल Aṣṭamaṅgala, tibetisch བཀྲ་ཤིས་རྟགས་བརྒྱད ZWPY Zhaxi Dag'gyä, Wylie bkra shis rtags brgyad Lhasa-Dialekt-IPA: [tʂáɕitaʔ cɛ̀ʔ]; chinesisch 吉祥八宝, Pinyin Jíxiáng bā bǎo) sind eine heilige Reihe von acht Glückssymbolen, die für eine Anzahl indischer Religionen endemisch sind, u. a. Hinduismus, Jainismus und Buddhismus. Die Symbole oder „symbolischen Attribute“ (tibetisch ཕྱག་མཚན། Wylie phyag-mtshan) sind yidam und Lehrmittel. Diese Attribute (energetische Signaturen) verweisen nicht nur auf Qualitäten des erleuchteten Bewusstseinsstroms, sondern sind die Investitur, die diese erleuchteten „Qualitäten“ (Sanskrit: guṇa; tibetisch ཡོན་ཏན Wylie yon tan) ausschmücken. Viele kulturelle Aufzählungen und Variationen der Ashtamangala sind noch vorhanden.

“Groupings of eight auspicious symbols were originally used in India at ceremonies such as an investiture or coronation of a king. An early grouping of symbols included: throne, swastika, handprint, hooked knot, vase of jewels, water libation flask, pair of fishes, lidded bowl. In Buddhism, these eight symbols of good fortune represent the offerings made by the gods to Shakyamuni Buddha immediately after he gained enlightenment”

„Gruppierungen der acht Glückssymbole wurde ursprünglich in Indien verwendet bei Zeremonien wie z. B. Amtseinsetzung/Krönung eines Königs. Eine frühe Gruppierung von Symbolen umfasste: Thron, Swastika, Handabdruck, Haken-Knoten, Vase mit Juwelen, Weihwasserbehälter, Goldfischpaar, Schale mit Deckel. Im Buddhismus repräsentieren diese acht Symbole für das glückliche Schicksal die Gaben der Götter an Buddha Shakyamuni unmittelbar nachdem er Erleuchtung fand.“

## Buddhismus
Tibetische Buddhisten verwenden einen speziellen Satz von acht Glückssymbolen, ashtamangala, in Haushalt und öffentlicher Kunst. Einige übliche Interpretationen werden hier zu jedem Symbol angeführt, auch wenn unterschiedliche Lehrer möglicherweise andere Auslegungen geben.

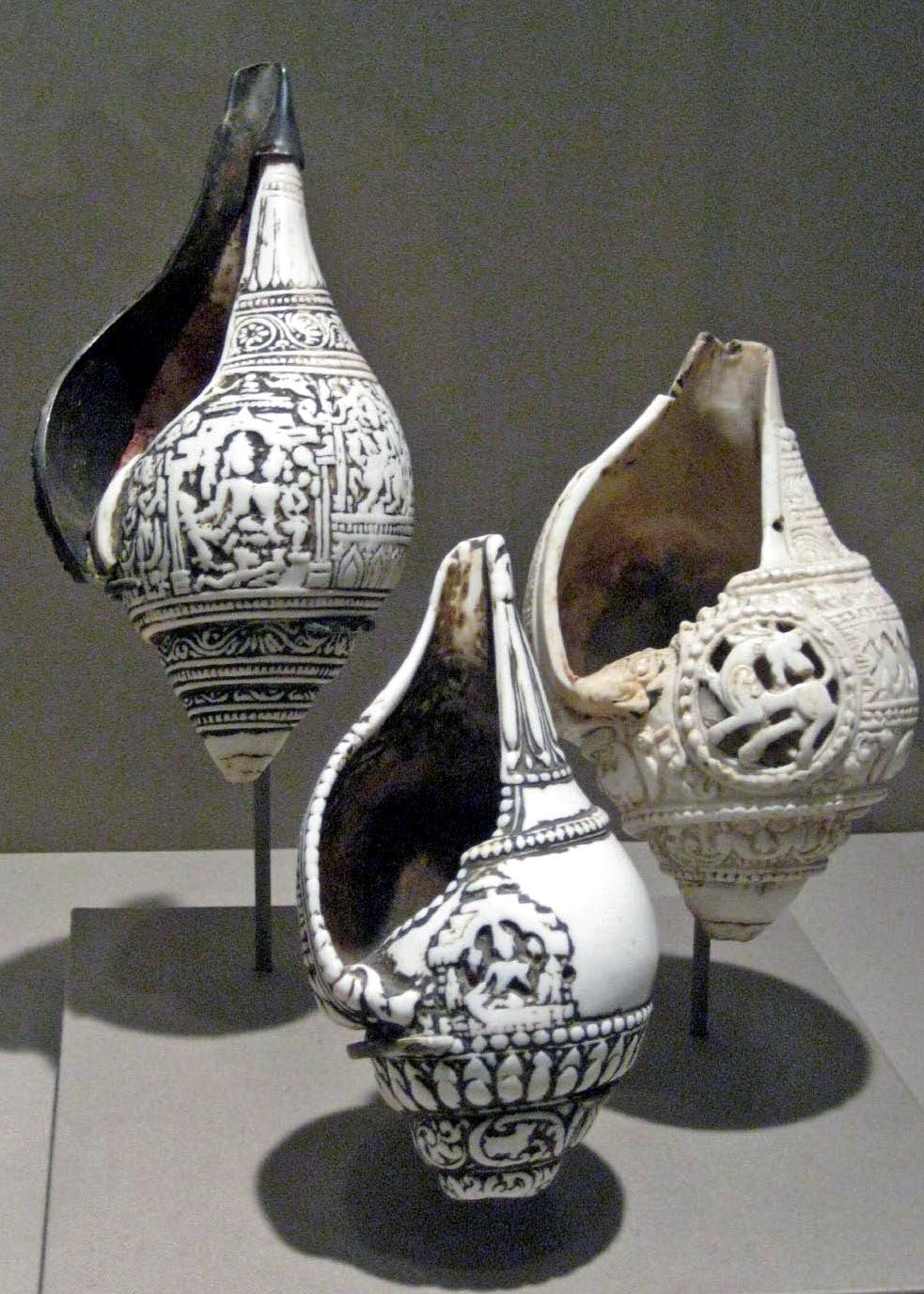
Verzierte Schneckenhörner, um 11. Jahrhundert

### Schneckenhorn
Das rechtsdrehende weiße Schneckenhorn (Sanskrit śaṅkha; tibetisch དུང་གྱས་འཁྱིལ Wylie dung gyas 'khyil), das den schönen, tiefen, melodiösen, durchdringenden und allgegenwärtigen Laut des Buddhadharma repräsentiert, der die Jünger aus ihrem tiefen Schlummer der Unwissenheit weckt und sie drängt ihr eigenes Wohl und das der anderen zu erreichen.
Im Hinduismus ist das Schneckenhorn (shankha) ein Attribut Vishnus wie auch das Rad bzw. die Wurfscheibe (chakra). Der Vaishnavismus vertritt die Auffassung, dass Shakyamuni Buddha ein Avatara Vishnus ist.

„The conch shell is thought to have been the original horn-trumpet; ancient Indian mythical epics relate heroes carrying conch shells. The Indian god Vishnu is also described as having a conch shell as one of his main emblems; his shell bore the name Panchajanya meaning "having control over the five classes of beings".“

„Man vermutet, dass das Schneckenhorn ursprünglich eine Horntrompete war; alte indische mythische Epen erwähnen Heldenfiguren, die Schneckenhörner tragen. Der indische Gott Vishnu wird ebenfalls beschrieben als jemand, der ein Schneckenhorn als eine seiner Hauptembleme besitzt; sein Schneckenhorn trug den Namen Panchajanya, was so viel bedeutet wie ‚Kontrolle über die fünf Klasse von Lebewesen besitzen‘.“

### Endloser Knoten

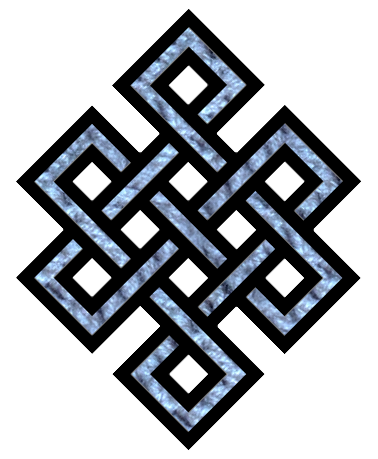
Endloser (Ewiger) Knoten

Das Stadium Endloser Knoten oder Ewiger Knoten (Devanagari: श्रीवत्स; Sanskrit: śrīvatsa; tibetisch དཔལ་བེའུ Wylie dpal be'u) steht laut Chandra et al. () für „the auspicious mark represented by a curled noose emblematical of love“ (Deutsch: „das Glückszeichen verdeutlicht durch eine lockige Schlaufe als Emblem für Liebe“). Darüber hinaus repräsentiert er die Verwobenheit von Weisheit und Leidenschaft, die wechselseitige Abhängigkeit religiöser Doktrin und säkularen Angelegenheiten, die Einheit von Weisheit und Methode, die Untrennbarkeit von Leere und Pratītya-samutpāda und die Einheit von Weisheit und Leidenschaft bei der Erleuchtung. Es ist auch symbolisch im Knotensymbolismus, indem Vorfahren und Allgegenwart verknüpft werden und das magische Ritual und der Meta-Prozess des Bindens (siehe Etymologie von Tantra, Yoga und Religion). Diese Knoten-/Netz-/Maschen-Methapher befördert die buddhistische Lehre der Doktrin der Durchdringung.

### (Gold)Fischpaar

Goldfischpaar

Die zwei Goldfische (Sanskrit: Gaur-matsya; tibetisch གསེར་ཉ Wylie gser nya), die den Status des furchtlosen Schwebens/Aufgehobenseins in einem harmlosen Ozean von Samsara repräsentieren, spielen metaphorisch oft auf die Augen Buddhas oder das Rigpa-Gesicht an; sie symbolisieren das Glück aller Lebewesen in einem Stadium von Furchtlosigkeit, ohne Gefahr zu laufen im Samsara (Ozean des Leidens) zu ertrinken und wandern frei und spontan von Ort zu Ort und von Unterweisung zu Unterweisung genau so wie Fische frei und ohne Furcht durchs Wasser schwimmen.
Im folgenden Zitat sind die beiden Goldfische mit dem Ganges und dem Yamuna verknüpft und Nadi, Prana und Karpfen:

“The two fishes originally represented the two main sacred rivers of India – the Ganges and Yamuna. These rivers are associated with the lunar and solar channels, which originate in the nostrils and carry the alternating rhythms of breath or prana. They have religious significance in Hindu, Jain and Buddhist traditions but also in Christianity (the sign of the fish, the feeding of the five thousand). In Buddhism, the fish symbolize happiness as they have complete freedom of movement in the water. They represent fertility and abundance. Often drawn in the form of carp, which are regarded in the Orient as sacred on account of their elegant beauty, size, and life-span.”

„Die beiden Fische repräsentieren ursprünglich die beiden Hauptströme Indiens – Ganges und Yamuna. Diese Flüsse sind mit den Mond- und Sonnenkanälen assoziiert, die in den Nasenlöchern ihren Ursprung haben und die wechselnden Rhythmen von Atem und Prana tragen. Sie haben religiösen Bedeutung in hinduistischen, jainischen und buddhistischen Traditionen aber auch im Christentum (das Zeichen des Fisches, die Speisung der 5000). Im Buddhismus symbolisiert der Fisch Glück, da sie vollständige Bewegungsfreiheit im Wasser besitzen. Sie stehen für Fruchtbarkeit und Überfluss. Oft wird er in Form eines Karpfens gezeichnet, der im Orient als heilig gilt in Anbetracht seiner eleganten Schönheit, Größe und Lebensspanne.“

### Lotos(blüte)

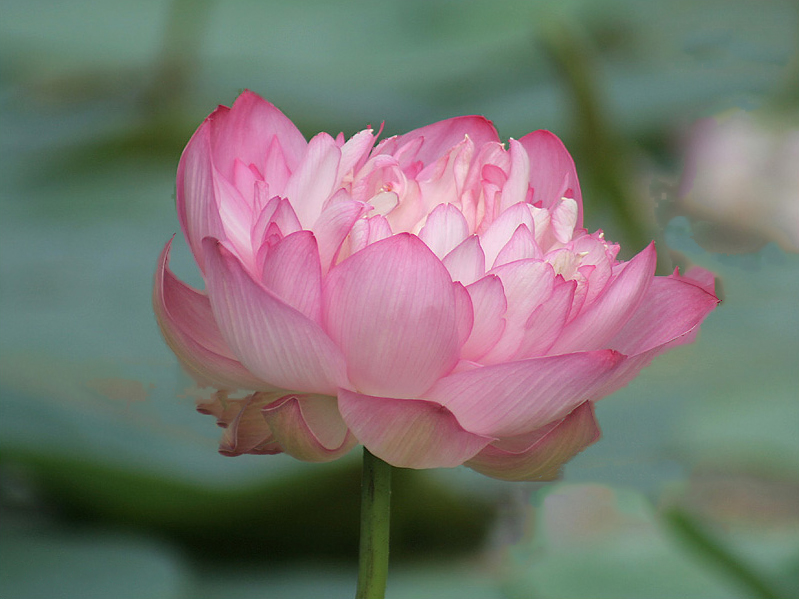
Die Lotosblume symbolisiert die „ursprüngliche Reinheit“ des Körpers, des Sprechens und des Geistes.

Die Heilige Lotosblume (Sanskrit: Padma; tibetisch པད་མེ Wylie pad me), die die „ursprüngliche Reinheit“ (tibetisch ཀ་དག Wylie ka dag) der Körper, Sprechen und Geist symbolisiert, schwimmt über den schlammigen Wassern des Festhaltens am Vergänglichen und der Begierde; sie steht für das volle Blühen von gesunden Taten in glückseliger Befreiung.

### Ehren-/Sonnenschirm

Sonnenschirm

Der juwelenbesetzte Sonnenschirm (Sanskrit chhatraratna; Devanagari: छत्ररत्न; tibetisch རིནཆེན་གདུགས Wylie rin chen gdugs) oder Ehrenschirm/Heiliger Schirm, der in seiner rituellen Funktion der des Baldachin ähnelt oder des Conopeum.  Müller-Ebeling, Rätsch & Shahi (2002) kartierten wissenschaftlich die Ursprünge des heiligen Schirms als einer symbolischen Darstellung eines heiligen medizinischen und halluzinogenen Pilzes der Himalaya-Pharmakopöe; er repräsentiert den Schutz von Lebewesen vor schädlichen Einflüssen, Krankheit; er repräsentiert das Conopeum oder Himmelszelt und daher die Ausdehnbarkeit und Entwicklung des Weltalls und den Aither; er repräsentiert Ausdehnbarkeit, Entwicklung und Schutzqualität des Sahasrara; unter der Schirmherrschaft des preziösen Schirmes nehmen alle Zuflucht (Buddhismus) im Dharma.

### Schatzvase/Weihwassergefäß

Schatzvase (kalasha)

Die ‚Schatzvase‘ oder ‚Urne der Weisheit‘ (tibetisch བུམ་པ Wylie bum pa) repräsentiert Gesundheit, Langlebigkeit, Wohlstand, Fülle, Weisheit und das Phänomen des Raums (Sanskrit: ākāśa), wobei 'Raum' eine besondere Bedeutung des Elements des Vier Elemente (Sanskrit: Mahabhuta) und der Fünf reinen Lichter ist. 'Raum' (Akasha) ist jene elementare Matrix, die alle Phänomene umfasst, enthält und lenkt. 'Raum' ist das Repositorium und Verbindungselement (Englisch: Conduit (spiritualism)) von allem, was manifest, verkörpert oder inkarniert ist; es symbolisiert Śūnyatā (Sanskrit); die ikonographische Repräsentation der 'Weisheitsurne' ähnelt oft sehr dem 'Wassertopf' (Sanskrit: Kumbha), einem der wenigen erlaubten Besitztümer eines Theravada-Bhikkhu oder -Bhikkhuni; die Weisheitsurne/Schatzvase wird in vielen Vajrayana-Amtseinsetzungen und -Initiationen verwendet. Als Architekturelement (kalasha) spielt sie ebenfalls eine große Rolle.

### Rad

Rad des Gesetzes

Das Rad des Gesetzes (Sanskrit Dharmachakra; tibetisch ཁོར་ལོ Wylie khor lo) repräsentiert manchmal den Sakyamuni-Buddha und die Lehre des Dharma sowie das Mandala und das Chakra. Dieses Symbol wird üblicherweise von tibetischen Buddhisten verwendet, wobei manchmal auch das innere Rad des Gankyil (Tibetisch) einbezogen wird. Nepalesische Buddhisten verwenden das Rad des Gesetzes nicht als eines der acht Glückssymbole.
Statt des Dharma-Rades kann ein Chamaru (Fliegenwedel) als eines der Ashtamangala verwendet werden, um tantrische Manifestationen zu symbolisieren. Es ist aus einem  Yak-Schwanz angefertigt, der an einem silbernen Schaft angebracht wird, und wird bei rituellen Rezitationen und beim Befächern von Gottheiten in einer religiösen Glückszeremonie (Puja) eingesetzt.
Das Rad des Mani ist eine weitere Dharmachakra-Erscheinung, der die Funktion des Yakschwanzes mit dem doktrinären Aspekt des Gesetzesrades in sich vereint. Das Sudarshana Chakra ist ein hinduistisches Radsymbol.
In Unicode ist das Radsymbol ☸ im Block Verschiedene Symbole als U+2638 wheel of dharma enthalten.

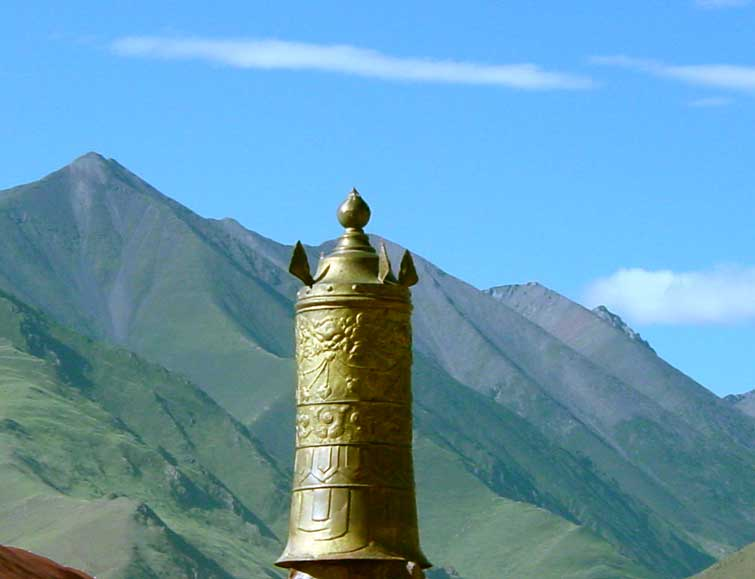
Siegesstandarte

### Siegesbanner/Siegesstandarte
Dhvaja (Skt. auch Dhwaja; tibetisch རྒྱལ་མཚན Wylie rgyal mtshan), Banner oder Flagge. Das Dhvaja-Banner war eine militärische Standarte alt-indischer Kriegsführung. Makara-Dhvaja wurde später ein Emblem des vedischen Gottes der Liebe und der Lust – Karkadhvaja. Innerhalb der tibetischen Tradition existiert eine Liste von elf verschiedenen Formen des Siegesbanners, die für elf spezifische Methoden stehen, um Verunreinigungen zu überwinden. Viele Variationen im Design der Dhvajas kann man auf den Dächern tibetanischer Klöster sehen, die den Sieg Buddhas über die vier Maras symbolisieren.

## Reihenfolge der Symbole
Unterschiedliche Traditionen ordnen die acht Symbole unterschiedlich.
| Symbol                    | Nepal | China |
| ------------------------- | ----- | ----- |
| Endlosknoten              | 1     | 8     |
| Lotosblumen               | 2     | 5     |
| Siegesbanner              | 3     | 3     |
| Rad des Gesetzes/ Chamaru | 4     | 1     |
| Schatzvase                | 5     | 6     |
| Goldenes Fischpaar        | 6     | 7     |
| Ehrenschirm               | 7     | 4     |
| Schneckenhorn             | 8     | 2     |

## Hinduistische Symbole
In indischer und hinduistischer Tradition können Ashtamangala während gewisser Gelegenheiten verwendet werden einschließlich: Pujas, Hochzeiten (von Hindus) und Krönungen. Die Ashtamangala finden ausführliche Erwähnung in Texten, die mit Hinduismus, Buddhismus und Jainismus verbunden sind. Sie wurden in dekorativen Motiven und kulturellen Artefakten dargestellt.
- Die nordindische Tradition listet diese wie folgt:
  - Löwe
  - Bulle
  - Elefant
  - (Weih)Wasserkrug/Gefäß angefüllt mit Edelsteinen
  - Fliegenwedel
  - Flagge
  - Trompete
  - Öllampe
- Die südindische Tradition listet diese wie folgt:
  - Fliegenwedel
  - Angefüllte Vase
  - Spiegel
  - Elefantenstab
  - Trommel
  - Öllampe
  - Flagge
  - Fischpaar

- Die Liste weicht ab je nach Ort, Region und den sozialen Gruppen.

## Jainistische Symbole

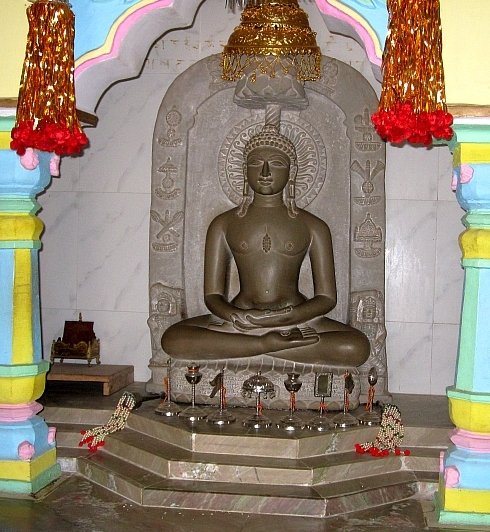
Adinath-Bild mit Ashtamangala

Auch im Jainismus sind die Ashtamangala ein Satz von acht Glücksymbolen. Es gibt hinsichtlich der acht Symbole eine gewisse Variation zwischen verschiedenen Traditionen.
In der Digambara-Tradition sind diese acht Symbole:
1. Sonnenschirm (Chhatraratna)
2. Banner (Dhvaja)
3. Gefäß (Kalasha)
4. Wedel (Chauri)
5. Spiegel (Darpana)
6. Sitz (Sukhasana)
7. Fächer
8. Gefäß

In der Svetambara-Tradition sind diese acht Symbole:
1. Swastika
2. Sri Vatsa
3. Nandavarta
4. Vardhmanaka (Nahrungsgefäß)
5. Bhadrasana (Sitz)
6. Kalasha (Topf)
7. Darpan (Spiegel)
8. Meen Yugala (Fischpaar)